# Wolf Messing
Wolf Grigorevitj Messing, ryska Вольф Григорьевич Мессинг, polska Wolf Grigoriewicz Messing, född den 10 september 1899 i Góra Kalwaria, Polen, död 8 november 1974 i Moskva, var en person som sägs ha haft förmågan att påverka folk och ting telepatiskt. Messing föddes i en judisk familj och flydde från Polen till Sovjetunionen före andra världskriget. Hans telepatiska förmåga intresserade Josef Stalin.
Stalin ska ha testat Messings telepatiska förmåga genom olika experiment. I ett av dem gick Messing in i en bank och visade en check för att sedan be om 10 000 rubel. Han fick pengarna och lämnade banken. Han kom senare tillbaka med två observatörer och lämnade tillbaka pengarna, samt visade checken som egentligen var ett blankt papper.
I ett annat experiment skulle Messing gå in i Stalins privata hus utan några dokument att visa för vakterna. Messing kom in till Stalins arbetsrum och förklarade att han fått vakterna att tro att han egentligen var säkerhetspolisens fruktade chef Lavrenti Beria, och att de såg Beria och inte Messing.
Det sägs att Messings telepatiska förmågor blivit bekräftade av personer som Mohandas Gandhi, Sigmund Freud och Albert Einstein.
På senare tid har Messings förmågor varit föremål för Sathya Sai Babas (en indisk mystiker) primära diskussioner. 

## I fiktion
- Messing nämns i Viktor Suvorovs verk The Choice som Rudolf Messer.
- Karaktären Yuri i Command & Conquer: Red Alert 2 är baserad på Messing.